# Lortet (Hautes-Pyrénées)
Pour les articles homonymes, voir Lortet.
Lortet est une commune française située dans l'est du département des Hautes-Pyrénées, en région Occitanie. La commune est connue pour ses grottes, l'une, découverte en 1873, recelant des vestiges préhistorique, l'autre fortifiée au XIIe siècle. Sur le plan historique et culturel, la commune est dans le Pays d'Aure, constitué de la vallée de la Neste (en aval de Sarrancolin), de la vallée d'Aure (en amont de Sarrancolin) et de la vallée du Louron.
Exposée à un climat de montagne, elle est drainée par la Neste, le canal de la Neste et par un autre cours d'eau. La commune possède un patrimoine naturel remarquable : un site Natura 2000 (« Garonne, Ariège, Hers, Salat, Pique et Neste ») et cinq zones naturelles d'intérêt écologique, faunistique et floristique.
Lortet est une commune rurale qui compte 210 habitants en 2022, après avoir connu un pic de population de 626 habitants en 1836. Elle est dans l'unité urbaine de Lannemezan et fait partie de l'aire d'attraction de Lannemezan. Ses habitants sont appelés les Lortésiens ou  Lortésiennes.

## Géographie

### Localisation
La commune de Lortet se trouve dans le département des Hautes-Pyrénées, en région Occitanie.
Elle se situe à 32 km à vol d'oiseau de Tarbes, préfecture du département, à 19 km de Bagnères-de-Bigorre, sous-préfecture, et à 8 km de Capvern, bureau centralisateur du canton de Neste, Aure et Louron dont dépend la commune depuis 2015 pour les élections départementales.
La commune fait en outre partie du bassin de vie de Lannemezan.
Les communes les plus proches sont : 
Bazus-Neste (0,9 km), Saint-Arroman (1,8 km), Mazouau (2,0 km), Izaux (2,1 km), Labastide (2,3 km), Hèches (3,0 km), Gazave (3,2 km), Montoussé (3,9 km).
Sur le plan historique et culturel, Lortet fait partie de la région gasconne de Magnoac, située sur le plateau de Lannemezan, qui reprend une partie de l’ancien Nébouzan, qui possédait plusieurs enclaves au cœur de la province de Comminges et a évolué dans ses frontières jusqu’à plus ou moins disparaitre.
Lortet est limitrophe de six autres communes, dont Avezac-Prat-Lahitte au nord-ouest par un simple quadripoint.
Les communes limitrophes sont  Bazus-Neste, Hèches, Izaux, Labastide et Saint-Arroman.

### Hydrographie

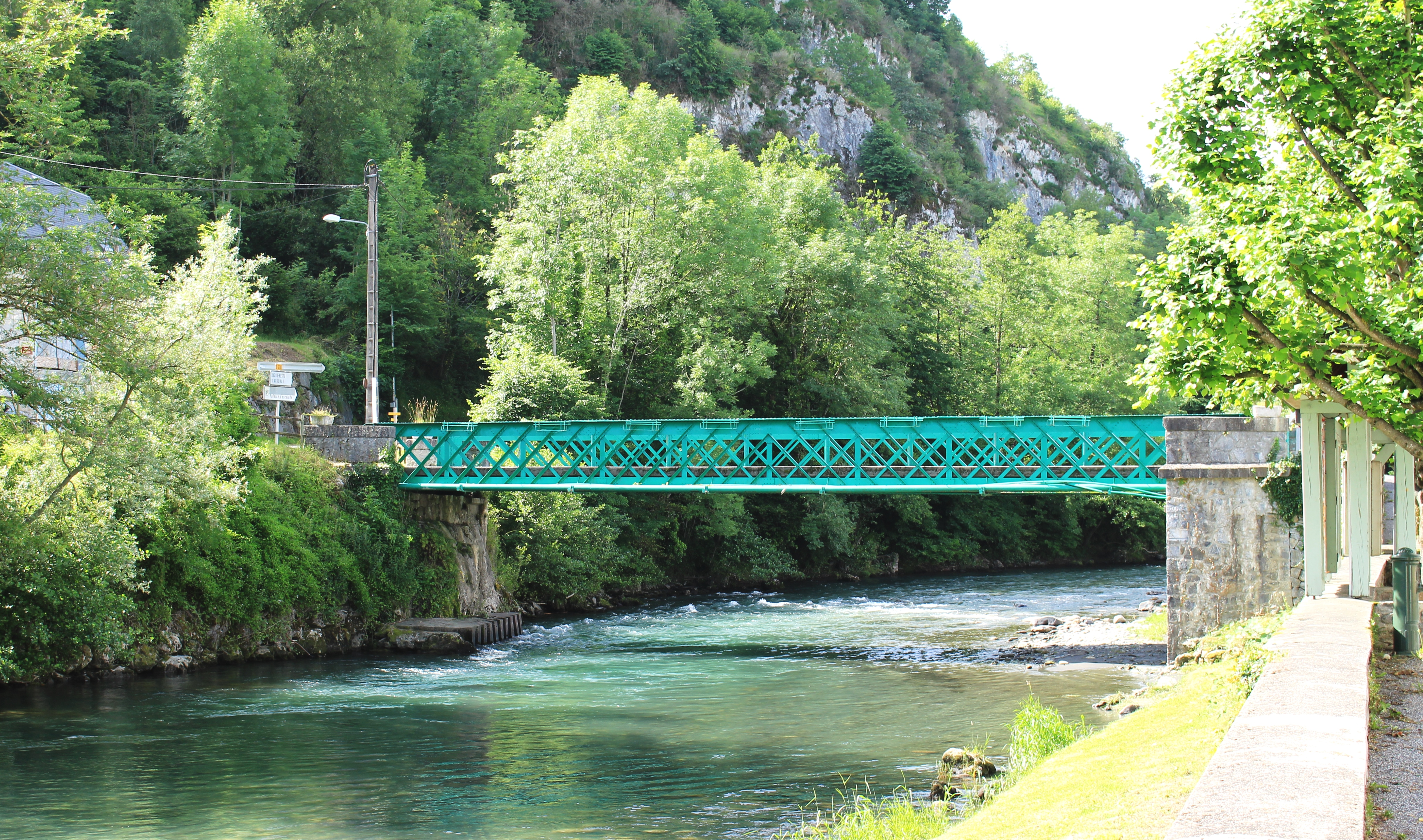
Pont sur la Neste.

Elle est drainée par le Neste, le canal de la Neste et un bras de la Neste, constituant un réseau hydrographique de 5 km de longueur totale,.
Le Neste, d'une longueur totale de 73,1 km, prend sa source dans la commune d'Aragnouet et s'écoule vers le nord puis se réoriente vers l'est. Il traverse la commune et se jette dans la Garonne à Montréjeau, après avoir traversé 34 communes.
Le canal de la Neste, d'une longueur totale de 28,8 km, prend sa source dans la commune de Beyrède-Jumet-Camous et s'écoule vers le nord. Il traverse la commune et se jette dans le canal du Bouès à Capvern, après avoir traversé 9 communes.

### Climat
Le climat qui caractérise la commune est qualifié, en 2010, de « climat des marges montargnardes », selon la typologie des climats de la France qui compte alors huit grands types de climats en métropole. En 2020, la commune ressort du type « climat de montagne » dans la classification établie par Météo-France, qui ne compte désormais, en première approche, que cinq grands types de climats en métropole. Pour ce type de climat, la température décroît rapidement en fonction de l'altitude. On observe une nébulosité minimale en hiver et maximale en été. Les vents et les précipitations varient notablement selon le lieu.
Les paramètres climatiques qui ont permis d’établir la typologie de 2010 comportent six variables pour les températures et huit pour les précipitations, dont les valeurs correspondent à la normale 1971-2000. Les sept principales variables caractérisant la commune sont présentées dans l'encadré ci-après.
| Paramètres climatiques communaux sur la période 1971-2000 - Moyenne annuelle de température : 11,6 °C - Nombre de jours avec une température inférieure à −5 °C : 4,7 j - Nombre de jours avec une température supérieure à 30 °C : 4,7 j - Amplitude thermique annuelle : 15 °C - Cumuls annuels de précipitation : 1 099 mm - Nombre de jours de précipitation en janvier : 10,4 j - Nombre de jours de précipitation en juillet : 7,9 j |

Avec le changement climatique, ces variables ont évolué. Une étude réalisée en 2014 par la Direction générale de l'Énergie et du Climat complétée par des études régionales prévoit en effet que la  température moyenne devrait croître et la pluviométrie moyenne baisser, avec toutefois de fortes variations régionales. Ces changements peuvent être constatés sur la station météorologique de Météo-France la plus proche, « Nestier », sur la commune de Nestier, mise en service en 1946 et qui se trouve à 8 km à vol d'oiseau,, où la température moyenne annuelle est de 11,8 °C et la hauteur de précipitations de 1 049,8 mm pour la période 1981-2010.
Sur la station météorologique historique la plus proche, « Tarbes-Lourdes-Pyrénées », sur la commune d'Ossun, mise en service en 1946 et à 36 km, la température moyenne annuelle évolue de 12,2 °C pour la période 1971-2000, à 12,6 °C pour 1981-2010, puis à 12,9 °C pour 1991-2020.

### Milieux naturels et biodiversité

#### Réseau Natura 2000

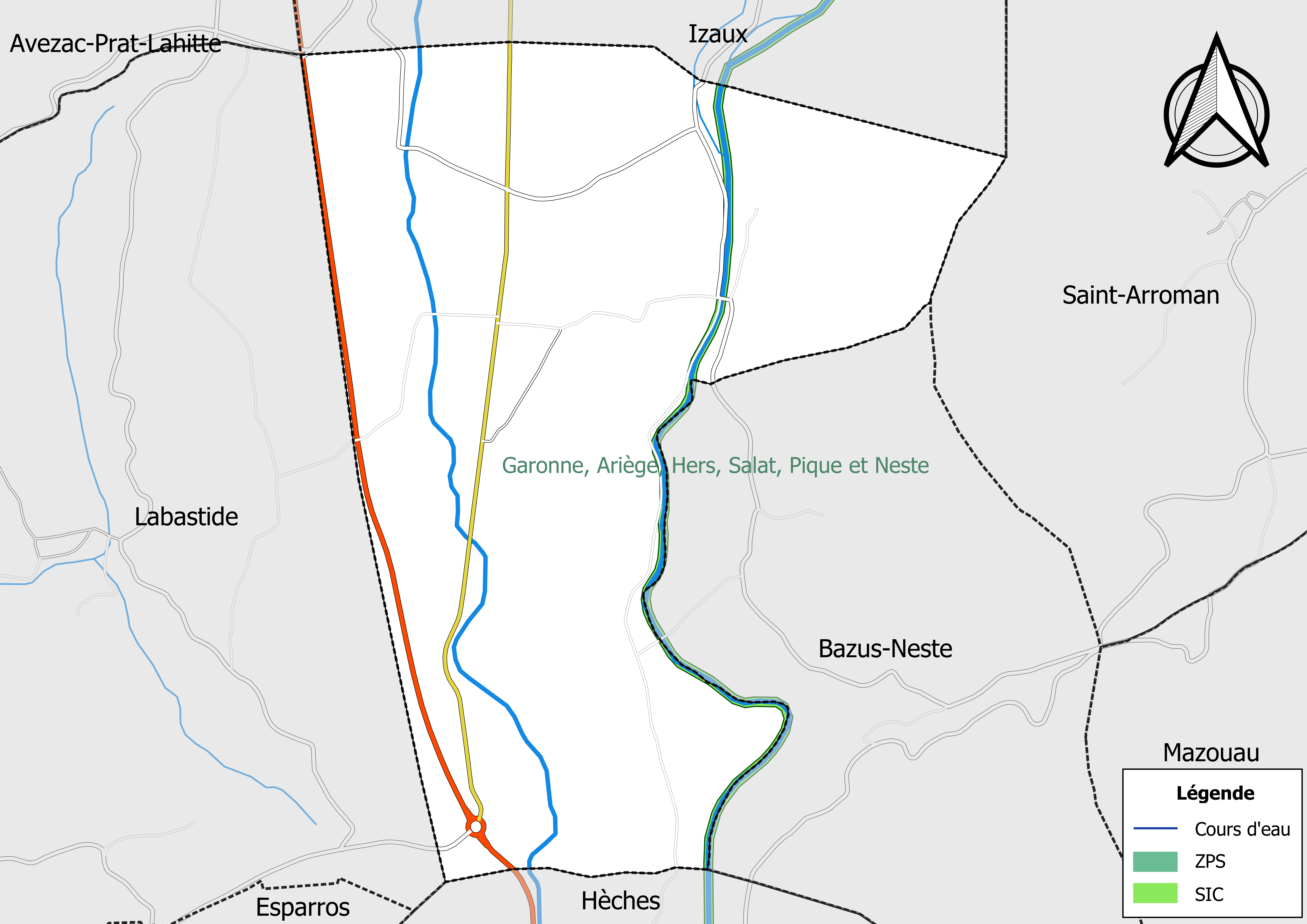
Site Natura 2000 sur le territoire communal.

Le réseau Natura 2000 est un réseau écologique européen de sites naturels d'intérêt écologique élaboré à partir des directives habitats et oiseaux, constitué de zones spéciales de conservation (ZSC) et de zones de protection spéciale (ZPS).
Un site Natura 2000 a été défini sur la commune au titre de la directive habitats : « garonne, Ariège, Hers, Salat, Pique et Neste », d'une superficie de 9 581 ha, un réseau hydrographique pour les poissons migrateurs (zones de frayères actives et potentielles importantes pour le Saumon en particulier qui fait l'objet d'alevinages réguliers et dont des adultes atteignent déjà Foix sur l'Ariège.

#### Zones naturelles d'intérêt écologique, faunistique et floristique
L’inventaire des zones naturelles d'intérêt écologique, faunistique et floristique (ZNIEFF) a pour objectif de réaliser une couverture des zones les plus intéressantes sur le plan écologique, essentiellement dans la perspective d’améliorer la connaissance du patrimoine naturel national et de fournir aux différents décideurs un outil d’aide à la prise en compte de l’environnement dans l’aménagement du territoire.
Deux ZNIEFF de type 1 sont recensées sur la commune :
la « Neste moyenne et aval » (283 ha), couvrant 25 communes dont une dans la Haute-Garonne et 24 dans les Hautes-Pyrénées et 
les « rochers de Lortet, le Mont » (217 ha), couvrant 4 communes du département
et trois ZNIEFF de type 2, : 
- les « Baronnies » (20 367 ha), couvrant 43 communes du département[27] ;
- les « Garonne amont, Pique et Neste » (1 788 ha), couvrant 112 communes dont 42 dans la Haute-Garonne et 70 dans les Hautes-Pyrénées[28] ;
- le « piémont calcaire, forestier et montagnard du Nistos en rive droite de la Neste » (15 195 ha), couvrant 26 communes dont une dans la Haute-Garonne et 25 dans les Hautes-Pyrénées[29].

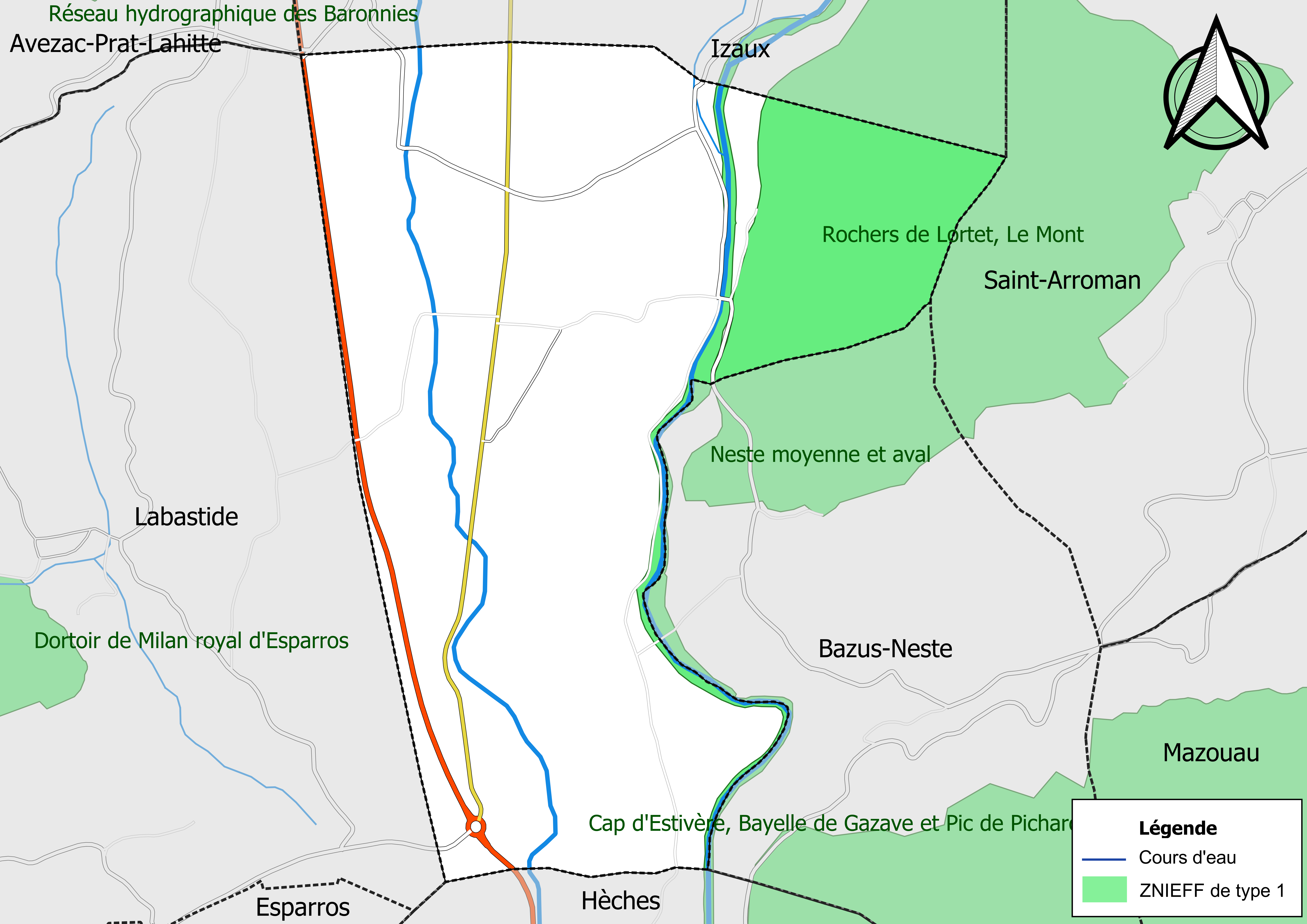
Carte des ZNIEFF de type 1 sur la commune.
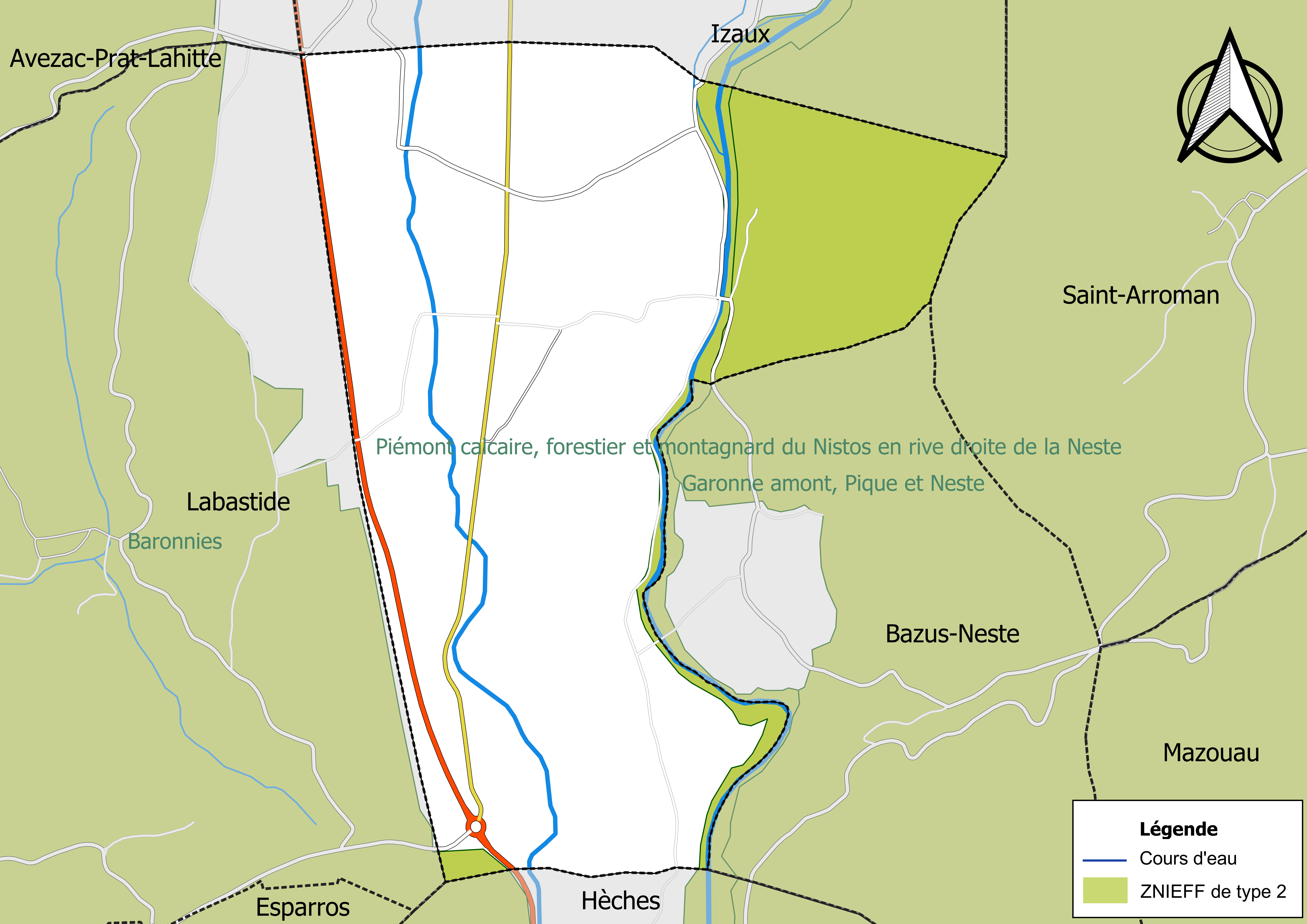
Carte des ZNIEFF de type 2 sur la commune.

## Urbanisme

### Typologie
Au 1er janvier 2024, Lortet est catégorisée commune rurale à habitat dispersé, selon la nouvelle grille communale de densité à sept niveaux définie par l'Insee en 2022.
Elle appartient à l'unité urbaine de Lannemezan, une agglomération intra-départementale regroupant quatre  communes, dont elle est une commune de la banlieue,,. Par ailleurs la commune fait partie de l'aire d'attraction de Lannemezan, dont elle est une commune de la couronne,. Cette aire, qui regroupe 65 communes, est catégorisée dans les aires de moins de 50 000 habitants,.

### Occupation des sols
L'occupation des sols de la commune, telle qu'elle ressort de la base de données européenne d’occupation biophysique des sols Corine Land Cover (CLC), est marquée par l'importance des territoires agricoles (78,3 % en 2018), une proportion identique à celle de 1990 (78,3 %). La répartition détaillée en 2018 est la suivante : 
zones agricoles hétérogènes (67,8 %), forêts (14,3 %), milieux à végétation arbustive et/ou herbacée (6,5 %), prairies (5,8 %), terres arables (4,6 %), zones urbanisées (0,9 %).
L'IGN met par ailleurs à disposition un outil en ligne permettant de comparer l’évolution dans le temps de l’occupation des sols de la commune (ou de territoires à des échelles différentes). Plusieurs époques sont accessibles sous forme de cartes ou photos aériennes : la carte de Cassini (XVIIIe siècle), la carte d'état-major (1820-1866) et la période actuelle (1950 à aujourd'hui).

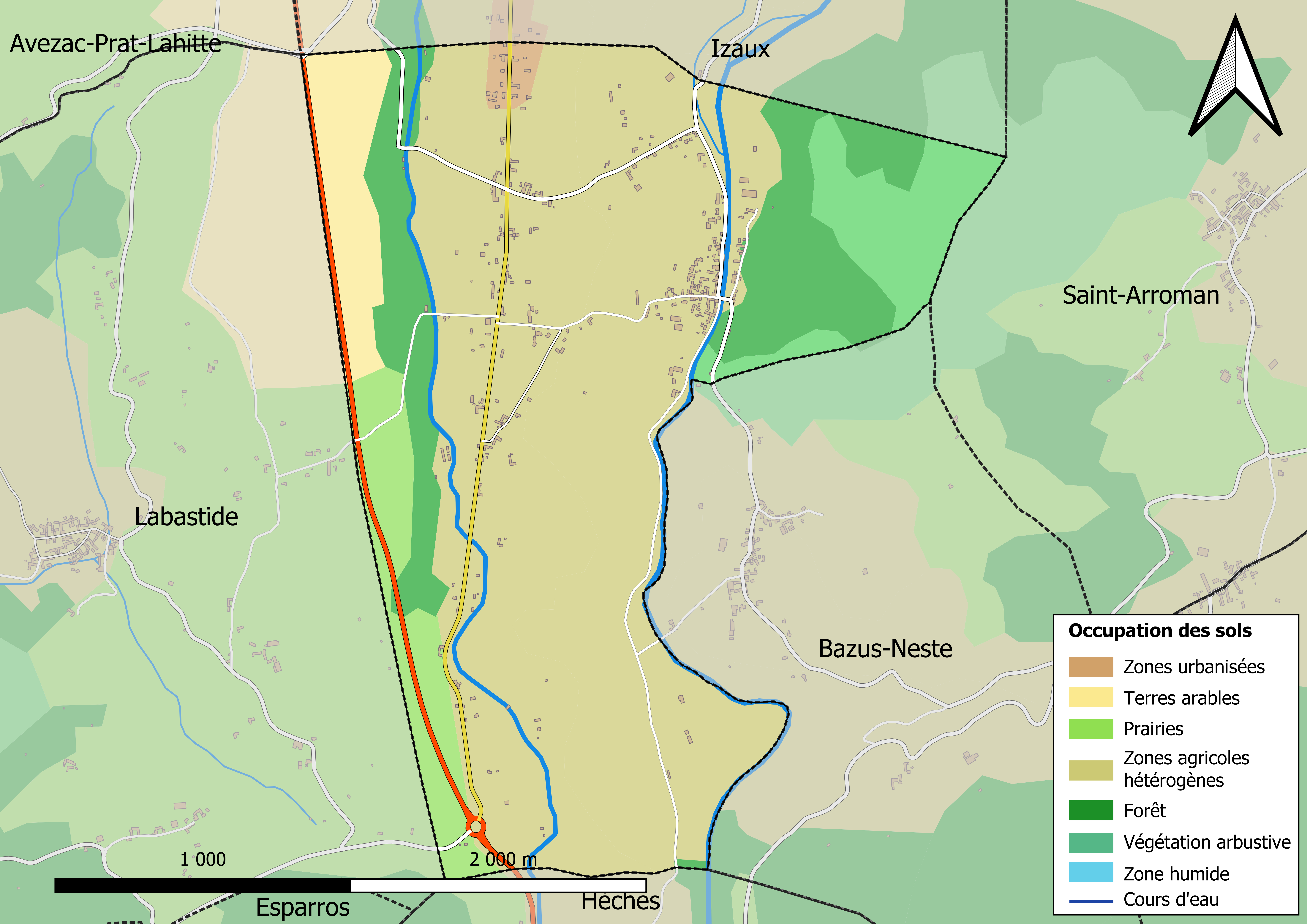
Carte des infrastructures et de l'occupation des sols en 2018 (CLC) de la commune.
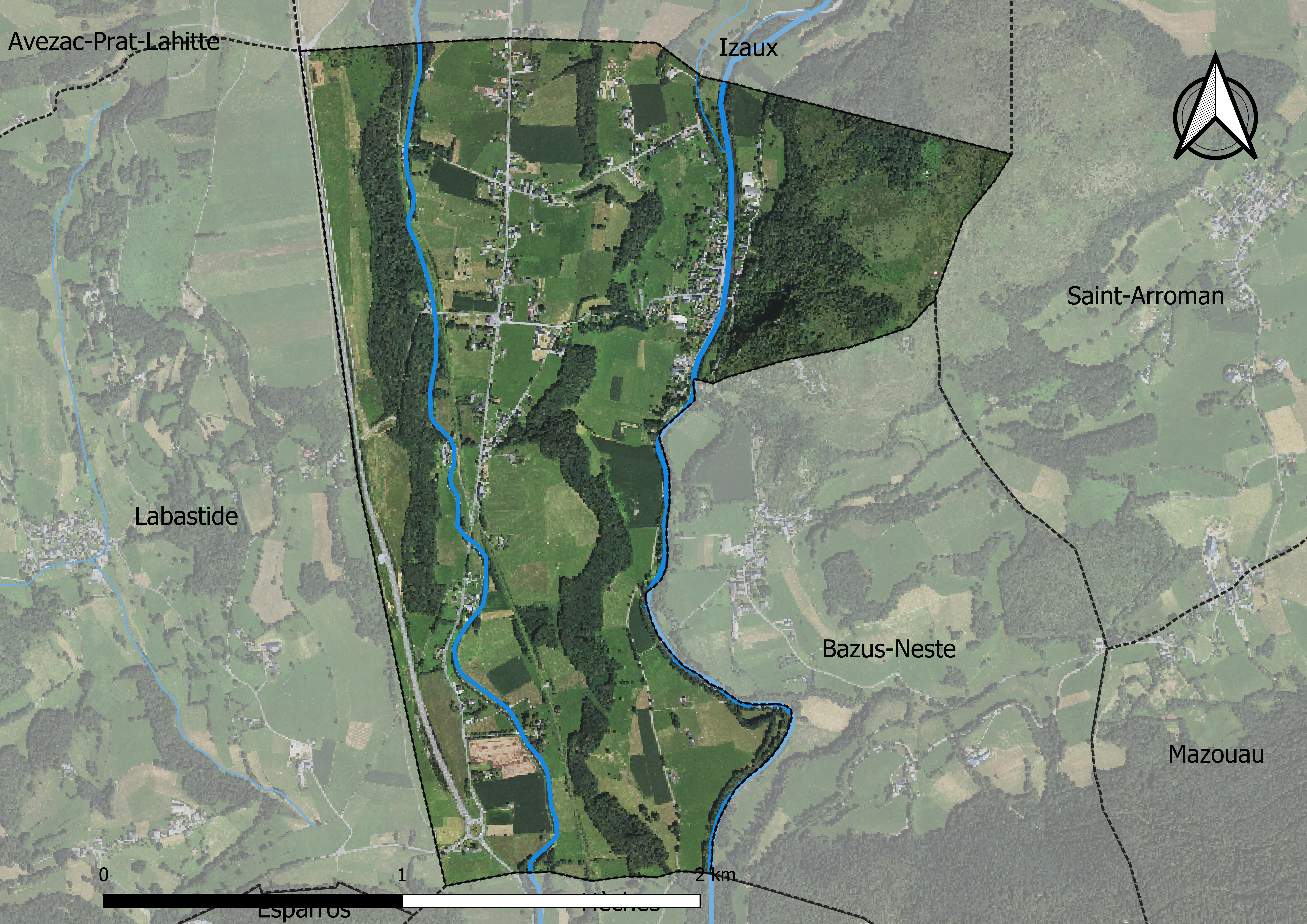
Carte orthophotogrammétrique de la commune.

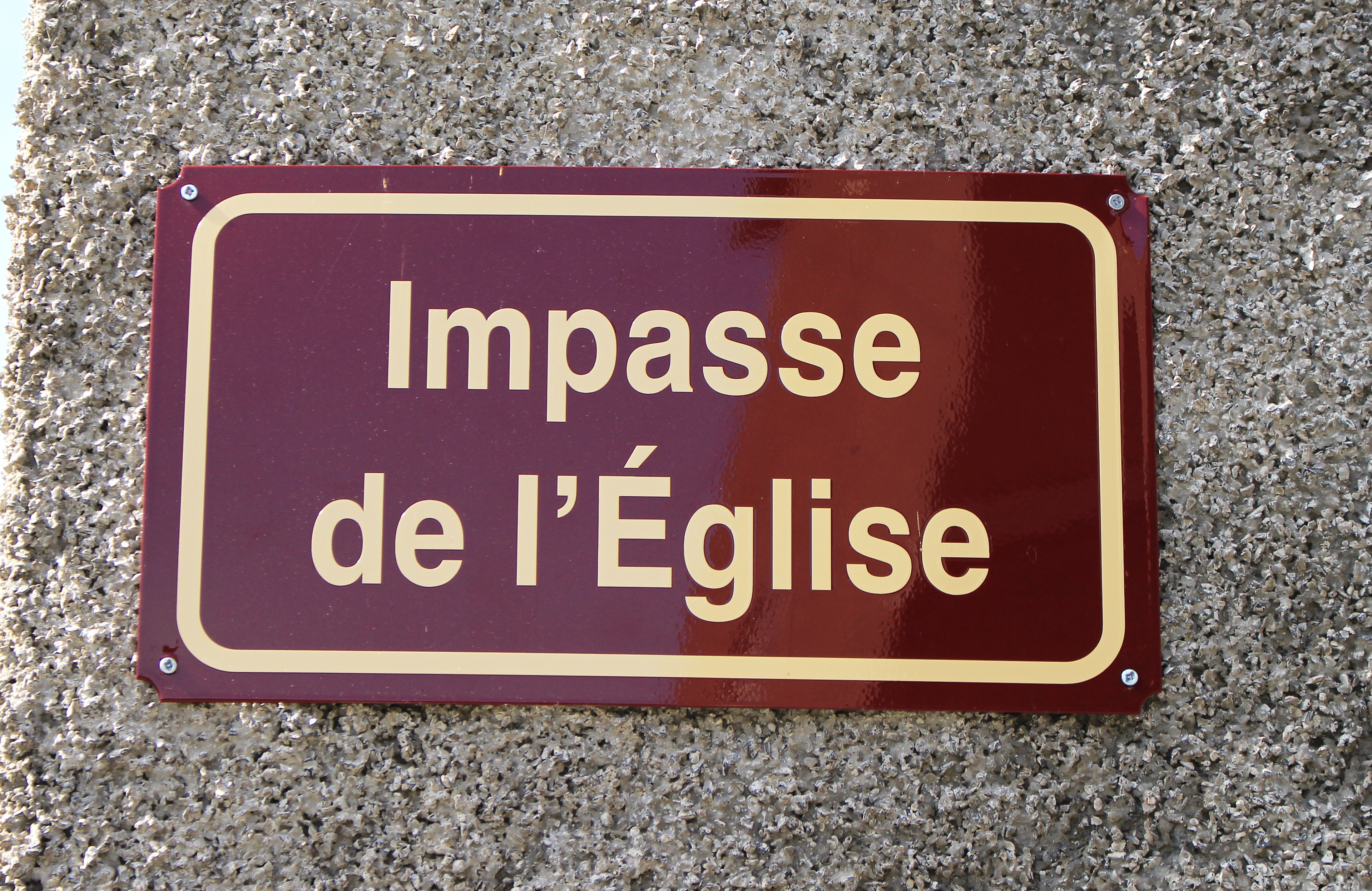
Rue du village.

### Logement
En 2012, le nombre total de logements dans la commune est de 150.

Parmi ces logements, 67.6   % sont des résidences principales, 20.9  % des résidences secondaires et 11.5   % des logements vacants.

### Voies de communication et transports

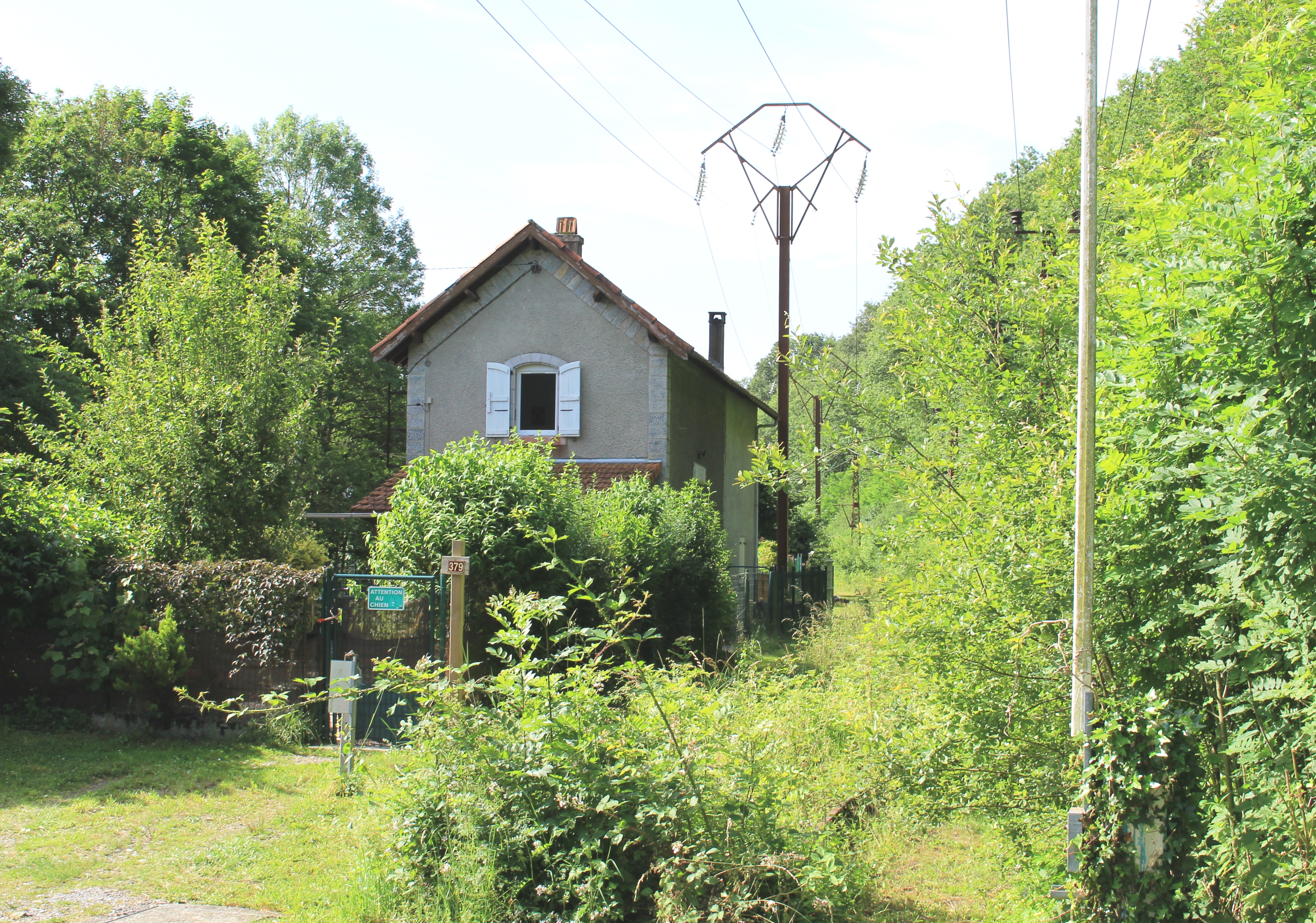
Passage à niveau ligne de Lannemezan à Arreau - Cadéac en 2022.

Cette commune est desservie par la route départementale D 929 et par les routes départementales D 929a et D 78.
L'autoroute A64 est accessible par la sortie no 15 (12,4 km, sur Capvern) ou no 16 (7,5 km, sur Lannemezan).

### Risques majeurs
Le territoire de la commune de Lortet est vulnérable à différents aléas naturels : météorologiques (tempête, orage, neige, grand froid, canicule ou sécheresse), inondations, feux de forêts, mouvements de terrains et séisme (sismicité moyenne). Il est également exposé à deux risques technologiques,  le transport de matières dangereuses et la rupture d'un barrage. Un site publié par le BRGM permet d'évaluer simplement et rapidement les risques d'un bien localisé soit par son adresse soit par le numéro de sa parcelle.

#### Risques naturels
Certaines parties du territoire communal sont susceptibles d’être affectées par le risque d’inondation par débordement de cours d'eau, notamment le Neste et le canal de la Neste. La cartographie des zones inondables en ex-Midi-Pyrénées réalisée dans le cadre du XIe Contrat de plan État-région, visant à informer les citoyens et les décideurs sur le risque d’inondation, est accessible sur le site de la DREAL Occitanie. La commune a été reconnue en état de catastrophe naturelle au titre des dommages causés par les inondations et coulées de boue survenues en 1982, 1999, 2009 et 2013,.
Lortet est exposée au risque de feu de forêt. Un plan départemental de protection des forêts contre les incendies a été approuvé par arrêté préfectoral le 21 avril 2020 pour la période 2020-2029. Le précédent couvrait la période 2007-2017. L’emploi du feu est régi par deux types de réglementations. D’abord le code forestier et l’arrêté préfectoral du 27 octobre 2014, qui réglementent l’emploi du feu à moins de 200 m des espaces naturels combustibles sur l’ensemble du département. Ensuite celle établie dans le cadre de la lutte contre la pollution de l’air, qui interdit le brûlage des déchets verts des particuliers. L’écobuage est quant à lui réglementé dans le cadre de commissions locales d’écobuage (CLE)

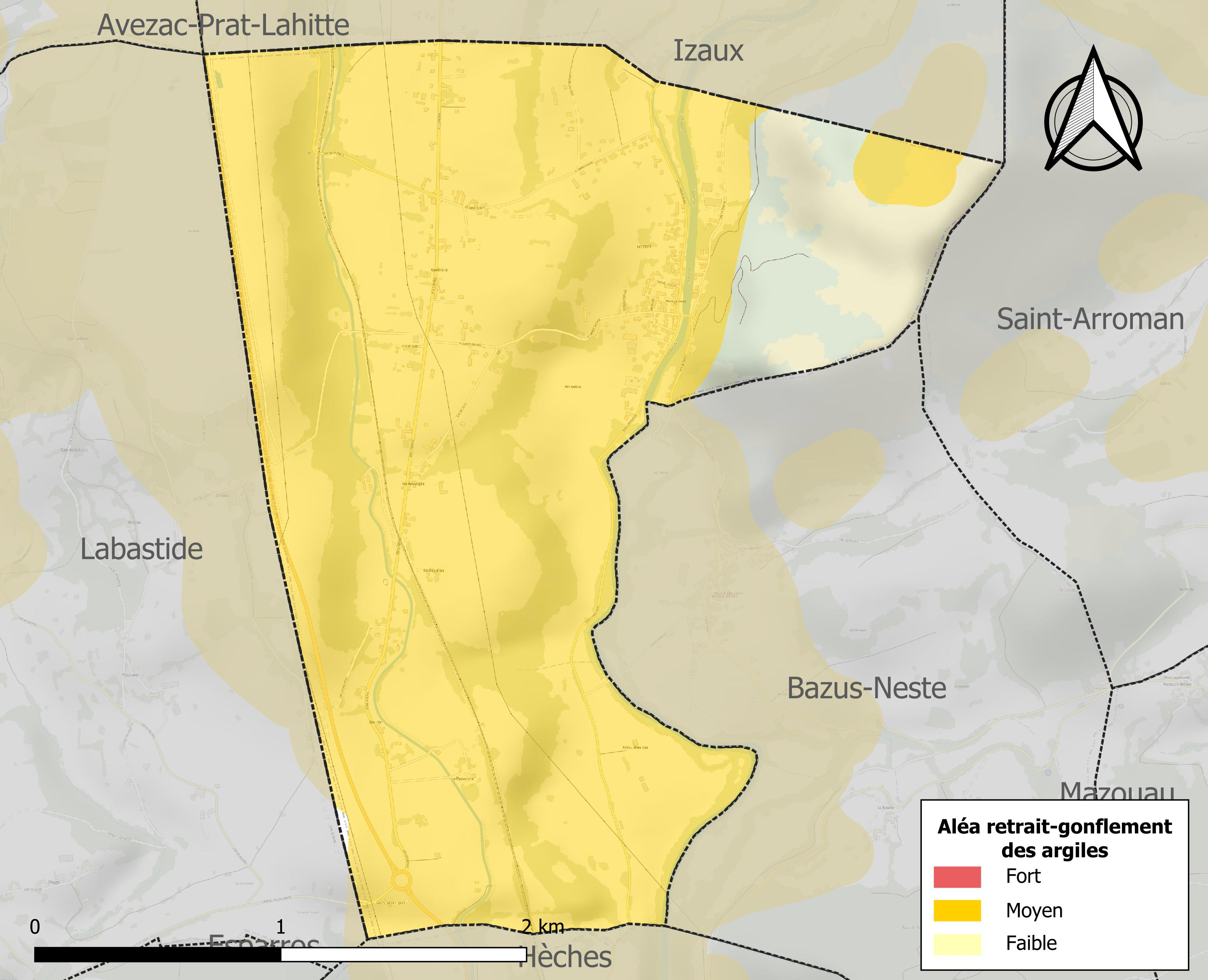
Carte des zones d'aléa retrait-gonflement des sols argileux de Lortet.

Les mouvements de terrains susceptibles de se produire sur la commune sont des mouvements de sols liés à la présence d'argile et des tassements différentiels.
Le retrait-gonflement des sols argileux est susceptible d'engendrer des dommages importants aux bâtiments en cas d’alternance de périodes de sécheresse et de pluie. 89,4 % de la superficie communale est en aléa moyen ou fort (44,5 % au niveau départemental et 48,5 % au niveau national). Sur les 151 bâtiments dénombrés sur la commune en 2019, 151 sont en aléa moyen ou fort, soit 100 %, à comparer aux 75 % au niveau départemental et 54 % au niveau national. Une cartographie de l'exposition du territoire national au retrait gonflement des sols argileux est disponible sur le site du BRGM,.
Par ailleurs, afin de mieux appréhender le risque d’affaissement de terrain, l'inventaire national des cavités souterraines permet de localiser celles situées sur la commune.
Concernant les mouvements de terrains, la commune a été reconnue en état de catastrophe naturelle au titre des dommages causés par des mouvements de terrain en 1999, 2013 et 2015.

#### Risques technologiques
Le risque de transport de matières dangereuses sur la commune est lié à sa traversée par une infrastructure ferroviaire. Un accident se produisant sur une telle infrastructure est susceptible d’avoir des effets graves sur les biens, les personnes ou l'environnement, selon la nature du matériau transporté. Des dispositions d’urbanisme peuvent être préconisées en conséquence.
La commune est en outre située en aval d'un barrage de classe A. À ce titre elle est susceptible d’être touchée par l’onde de submersion consécutive à la rupture de cet ouvrage.

## Toponymie

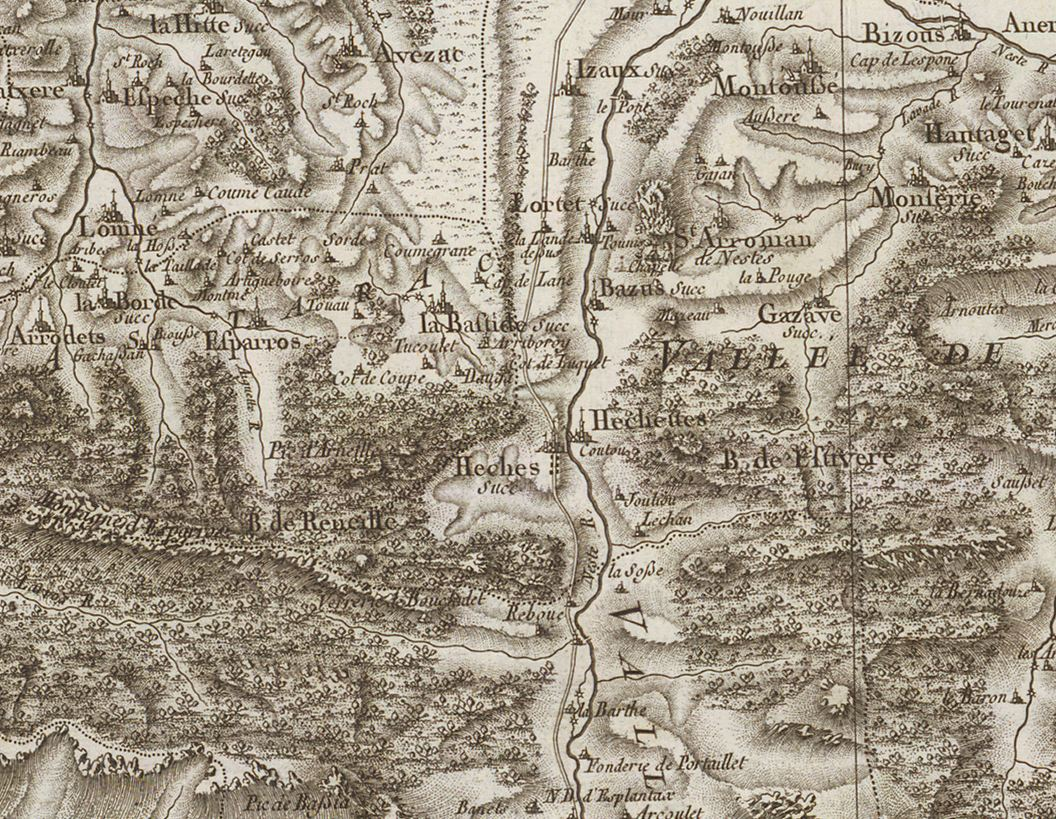
Carte de Cassini (entre 1756 et 1789) situant Lortet au nord de Hèches.

On trouvera les principales informations dans le Dictionnaire toponymique des communes des Hautes Pyrénées de Michel Grosclaude et Jean-François Le Nail qui rapporte les dénominations historiques du village :
Dénominations historiques
- de Lortello (1387, pouillé du Comminges) ;
- Lortet en Nestes, 1739 (registres paroissiaux) ;
- Lortet (fin XVIIIe siècle, carte de Cassini).

Étymologie
du latin (h)ortus et suffixe diminutif ellum (= petit jardin).
L'étymologie pourrait éventuellement être aurum tectum : trésor caché.[réf. nécessaire]
Nom occitan
Lortèth.

## Histoire

### Préhistoire

#### Grotte de Lortet
La grotte préhistorique de Lortet a été découverte par Édouard Piette en 1873. Elle se trouve en bord de route en rive droite (côté est) de la Neste et 16 m au-dessus de cette rivière. Sa longueur totale est de 20 m. Son porche de 12,30 m de large s'ouvre vers l'ouest. Il précède une salle de 15,20 m de large près de l'entrée, qui se rétrécit à 6 m au fond. Des fissures sont présentes au nord-est dans la grotte.
Stratigraphie
Le sol de la première salle est recouvert d'une nappe de stalagmite d'environ 30 cm d'épaisseur qui a protégé le remplissage. Immédiatement en dessous se trouve une couche de cendre noire d'environ 1 m d'épaisseur qui a livré des pièces de charbon, des mâchoires brisées de cerf élaphe et de renne, des silex et des os cassés pour l'extraction de la moelle. 

Sous la couche de cendre se trouve une argile blanche stéatiteuse qui inclut pour moitié des petites pièces de calcaire provenant de la voûte. Piette attribue la formation de cette couche d'argile à des infiltrations venues par les fissures. Elle contient quelques silex taillés et des os brisés de cheval et de cerf. 

À la base de cette couche argileuse se trouvent des foyers remaniés par les infiltrations d'eau et qui eux aussi contiennent quelques os de renne. 

Sous cette deuxième couche de foyers se trouve une couche d'argile blanche ou jaunâtre dans laquelle Piette a recueilli « un gros silex retouché sur les bords, voisin par sa forme de ceux du Moustier ».
Faune
La faune inclut l'ours commun, le loup, le renard, l'aurochs, le cheval, le cerf-élaphe de grande taille, le renne, le bouquetin, le tétras, et d'autres. Le renne est rare mais le cerf élaphe est abondant et de grandes dimensions. Le cheval est plus commun dans les foyers inférieurs que dans les foyers supérieurs. Piette a trouvé un très petit fragment de crâne humain dans la couche de cendres inférieure.
L'industrie est caractérisée par l'abondance des harpons et des flèches à barbes, certaines semblables à celles de la grotte de la Vache. Les foyers ont aussi livré des silex taillés, de très nombreux poinçons, des aiguilles, des flèches bifides, des pointes de lance, des gravures sur pierre et sur bois de renne, etc. Les gravures sont plus nombreuses dans les foyers inférieurs que dans les foyers supérieurs, mais elles sont moins bien exécutées. Elles sont généralement faites à trait fin, au burin.
Pièces remarquables
Un remarquable bois de renne est finement gravé de rennes et de poissons (saumons), montrant poils et écailles. Les rennes se suivent ; l'un d'eux tourne la tête. Les poissons sont gravés dans tous les endroits restés nus, entre les jambes et entre les cornes des rennes. La pièce porte aussi deux losanges gravés. Elle a été mutilée et en partie couverte d'entailles profondes, supposées détruire le dessin.
Une autre pièce remarquable est une lame ellipsoïde en bois de renne dont chaque extrémité forme un petit disque ; sur le grand axe de l'ellipse est sculpté en relief un serpent.
Périodes d'occupation
Les deux couches de cendre indiquent deux périodes d'occupation successives, séparées par un long intervalle de temps pendant lequel les infiltrations ont rendu la grotte fangeuse et humide (d'où la couche d'argile blanche) ; pendant cet intervalle humide elle a toutefois été malgré tout visitée, comme le prouvent les silex et les os cassés rencontrés dans l'argile.
L'une des couches correspond au Magdalénien supérieur.

#### Grotte de l’Avent
La grotte de l'Avent, sur Lortet, a été  fouillée au XIXe siècle par Chaplain-Duparc. Cette découverte est brièvement signalée par Gabriel de Mortillet (1883). Paul de Mortillet (1912) donne un peu plus de détails : « La grotte de l'Avent, à Lortet, fouillée par Chaplain- Duparc, a donné aussi, au milieu des foyers magdaléniens, des lames, grattoirs et burins en silex, des pointes de sagaies à base fendue, des harpons barbelés, des aiguilles et autres instruments en bois de renne, dont plusieurs ornés de gravures ».
En 1979 son emplacement et son matériel sont perdus et le sont peut-être encore en 1988 ? En 1999 les grottes fortifiées sont programmées pour une "mise en valeur et ouverture au public" par la Compagnie d’Aménagement des Coteaux de Gascogne (C.A.C.G.). Des fouilles préventives sont exécutées et le compte-rendu de Catherine Boccacino et Bernard Pousthomis mentionne la « grotte de l’Avent ou de l’Ours, explorée en 1883 et 1979 ».

### Moyen-Âge
Les grottes fortifiées de Lortet.

### Cadastre napoléonien de Lortet
Le plan cadastral napoléonien de Lortet est consultable sur le site des archives départementales des Hautes-Pyrénées.

## Politique et administration

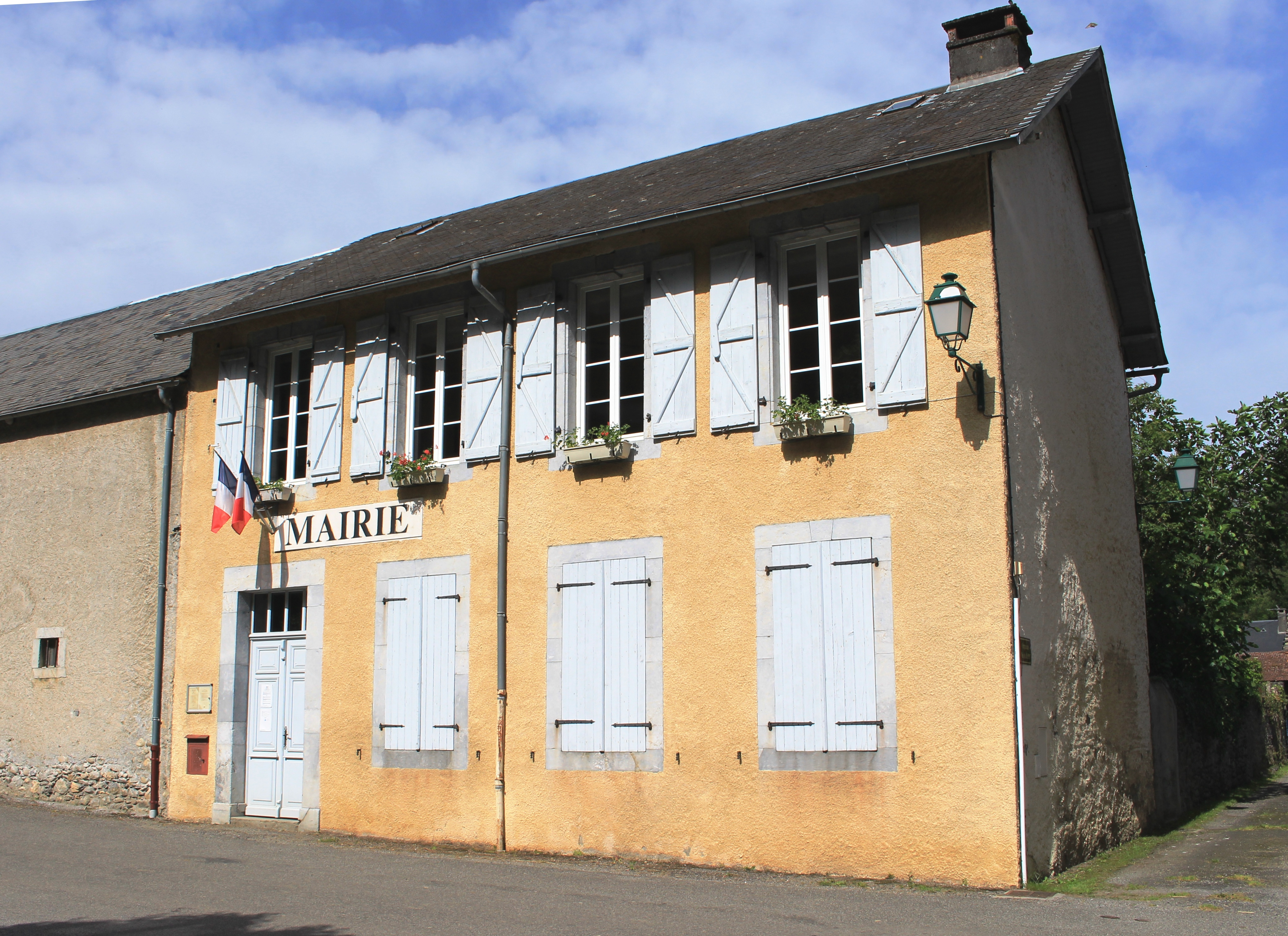
La mairie en 2019.

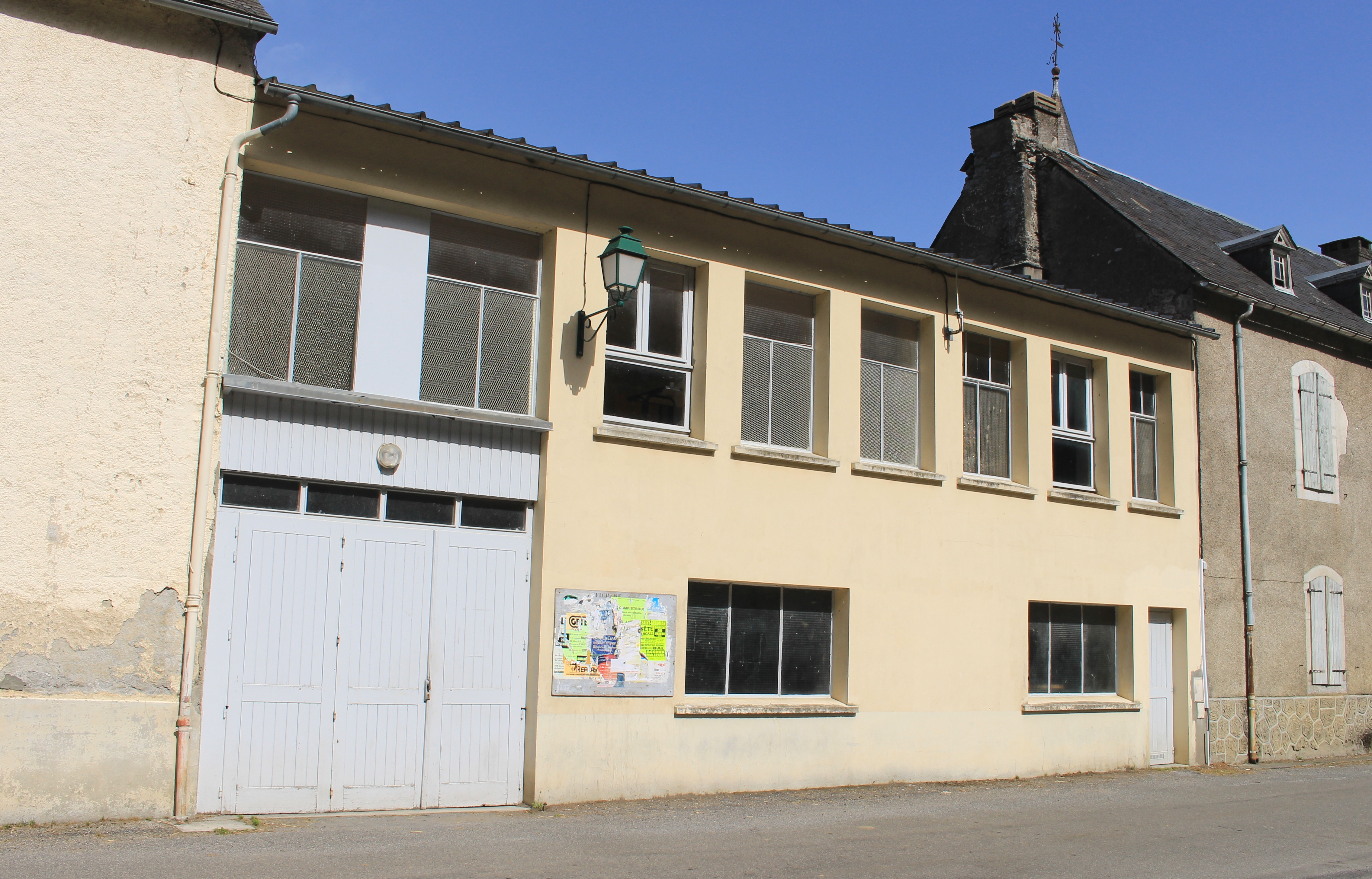
Le foyer rural en 2019.

### Liste des maires
| Période                                  | Période   | Identité          | Étiquette | Qualité |
| ---------------------------------------- | --------- | ----------------- | --------- | ------- |
| Les données manquantes sont à compléter. |           |                   |           |         |
|                                          |           |                   |           |         |
| mars 1995                                | mars 2001 | Robert Caumont    |           |         |
| mars 2001                                | mars 2020 | Michel Sicard     |           |         |
| mars 2020                                | En cours  | Chrystelle Maupas |           |         |

### Rattachements administratifs et électoraux

#### Historique administratif
Sénéchaussée, de Toulouse, pays des Quatre-Vallées, Vallée de Nestès, baronnie de Labarthe, canton de La Barthe-de-Neste (depuis 1790).

#### Intercommunalité
Lortet appartient à la communauté de communes du Plateau de Lannemezan Neste-Baronnies-Baïses créée en janvier 2017 et qui réunit 57 communes.

## Population et société

### Démographie

#### Évolution démographique
L'évolution du nombre d'habitants est connue à travers les recensements de la population effectués dans la commune depuis 1793. Pour les communes de moins de 10 000 habitants, une enquête de recensement portant sur toute la population est réalisée tous les cinq ans, les populations de référence des années intermédiaires étant quant à elles estimées par interpolation ou extrapolation. Pour la commune, le premier recensement exhaustif entrant dans le cadre du nouveau dispositif a été réalisé en 2006.

En 2022, la commune comptait 210 habitants, en évolution de +0,48 % par rapport à 2016 (Hautes-Pyrénées : +1,59 %, France hors Mayotte : +2,11 %).
| 1793 | 1800 | 1806 | 1821 | 1831 | 1836 | 1841 | 1846 | 1851 |
| ---- | ---- | ---- | ---- | ---- | ---- | ---- | ---- | ---- |
| 388  | 472  | 503  | 531  | 527  | 626  | 612  | 616  | 568  |

| 1856 | 1861 | 1866 | 1872 | 1876 | 1881 | 1886 | 1891 | 1896 |
| ---- | ---- | ---- | ---- | ---- | ---- | ---- | ---- | ---- |
| 582  | 556  | 548  | 547  | 529  | 526  | 468  | 416  | 405  |

| 1901 | 1906 | 1911 | 1921 | 1926 | 1931 | 1936 | 1946 | 1954 |
| ---- | ---- | ---- | ---- | ---- | ---- | ---- | ---- | ---- |
| 384  | 376  | 355  | 312  | 295  | 250  | 247  | 232  | 259  |

| 1962 | 1968 | 1975 | 1982 | 1990 | 1999 | 2006 | 2011 | 2016 |
| ---- | ---- | ---- | ---- | ---- | ---- | ---- | ---- | ---- |
| 258  | 290  | 253  | 219  | 195  | 200  | 199  | 220  | 209  |

| 2021 | 2022 | - | - | - | - | - | - | - |
| ---- | ---- | - | - | - | - | - | - | - |
| 213  | 210  | - | - | - | - | - | - | - |

### Enseignement
La commune dépend de l'académie de Toulouse. Elle ne dispose plus d'école en 2016.

## Économie

### Revenus
En 2018, la commune compte 97 ménages fiscaux, regroupant 205 personnes. La médiane du revenu disponible par unité de consommation est de 21 490 € (20 420 € dans le département).

### Emploi
|                | 2008  | 2013  | 2018  |
| -------------- | ----- | ----- | ----- |
| Commune        | 6,6 % | 3,4 % | 8,5 % |
| Département    | 7,7 % | 9,4 % | 9,8 % |
| France entière | 8,3 % | 10 %  | 10 %  |

En 2018, la population âgée de 15 à 64 ans s'élève à 119 personnes, parmi lesquelles on compte 83,8 % d'actifs (75,2 % ayant un emploi et 8,5 % de chômeurs) et 16,2 % d'inactifs,. Depuis 2008, le taux de chômage communal (au sens du recensement) des 15-64 ans est inférieur à celui de la France et du département.
La commune fait partie de la couronne de l'aire d'attraction de Lannemezan, du fait qu'au moins 15 % des actifs travaillent dans le pôle,. Elle compte 15 emplois en 2018, contre 24 en 2013 et 22 en 2008. Le nombre d'actifs ayant un emploi résidant dans la commune est de 92, soit un indicateur de concentration d'emploi de 16,7 % et un taux d'activité parmi les 15 ans ou plus de 56,2 %.
Sur ces 92 actifs de 15 ans ou plus ayant un emploi, 12 travaillent dans la commune, soit 13 % des habitants. Pour se rendre au travail, 91,1 % des habitants utilisent un véhicule personnel ou de fonction à quatre roues, 3,3 % s'y rendent en deux-roues, à vélo ou à pied et 5,6 % n'ont pas besoin de transport (travail au domicile).

## Culture locale et patrimoine

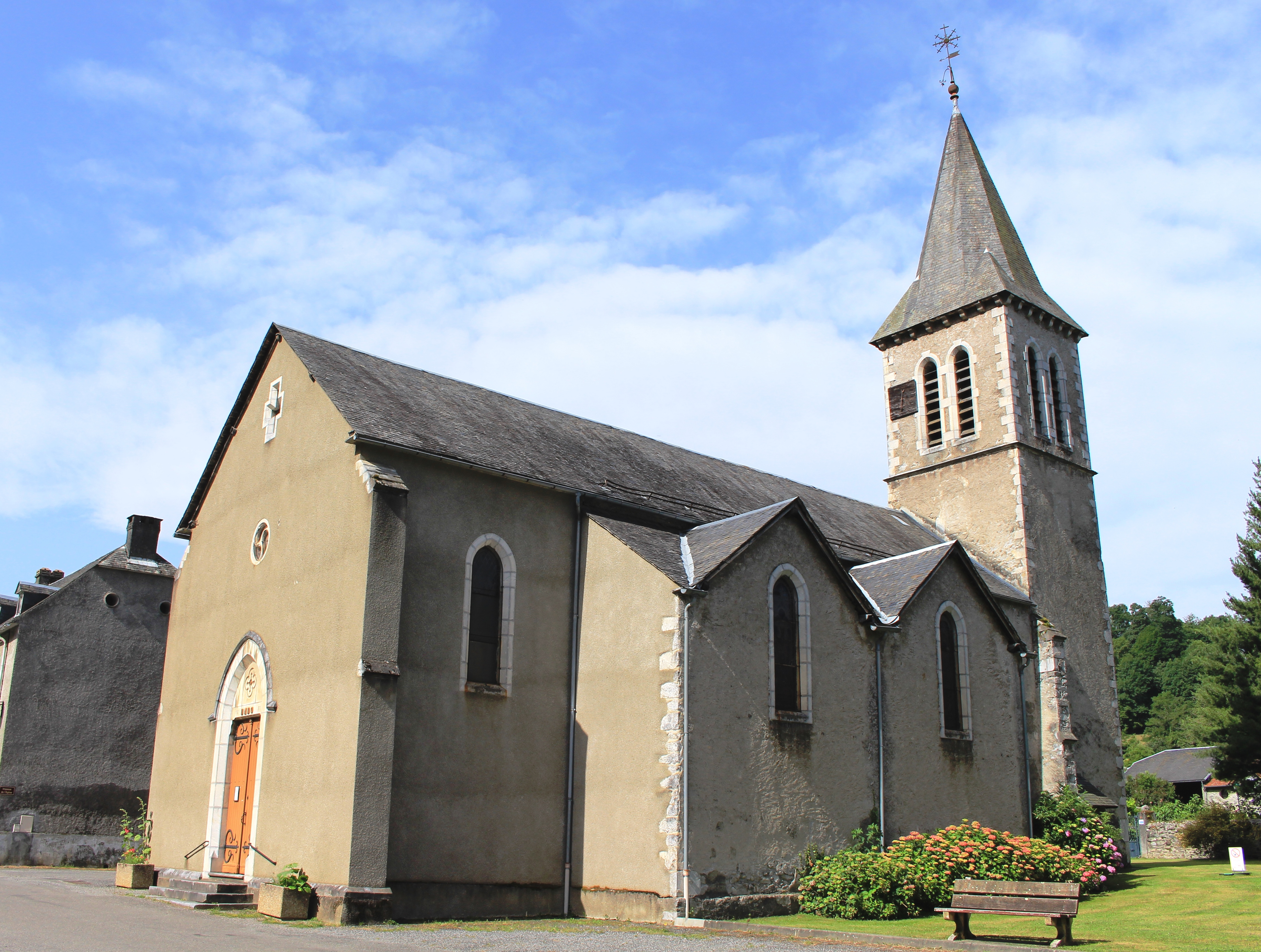
L'église Saint-Blaise en 2019.

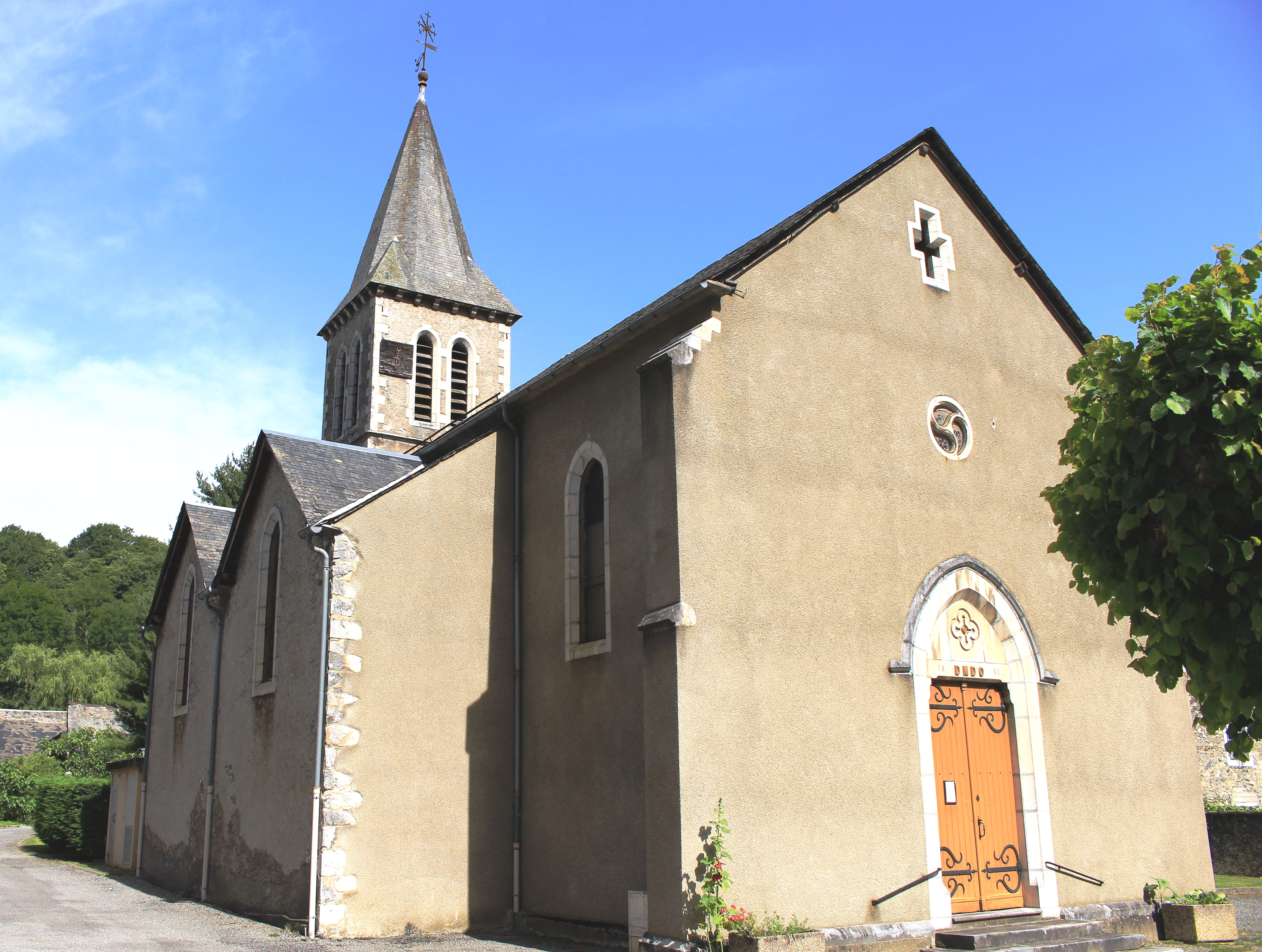

### Lieux et monuments
- Église Saint-Blaise de Lortet.
- La grotte de Lortet.

### Personnalités liées à la commune
- Jean Castel (Chez Castel), né à Lortet en 1911.

## Voir aussi

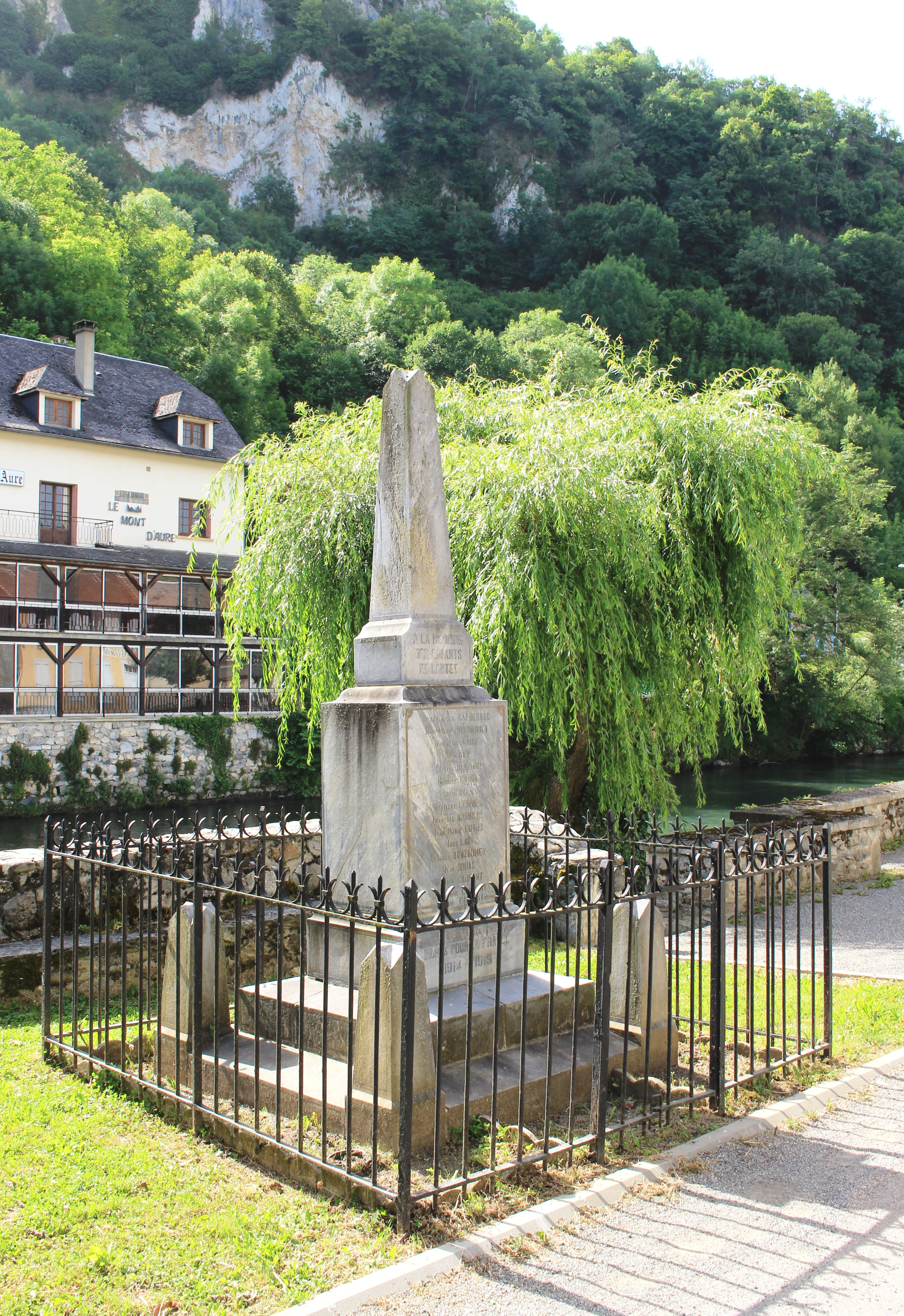
Le monument aux morts municipal.

### Héraldique
| Blason | Blasonnement : D'azur au mont cousu de sinople sommé d'un château cousu de sable et chargé, en pointe, d'une rivière ondée d'or. |